# Mikkel og Guldkortet
Mikkel og Guldkortet er en dansk tv-julekalender og var TV 2's tv-julekalender for 2008. Julekalenderen er en blanding af eventyr og socialrealisme, idet et af temaerne for kalenderen er, at familien skal spare, hvilket har fået diverse aviser til at pege på dens link til finanskrisen.

## Handling
Den handler om drengen Mikkel, der drømmer om at vælte sig i gigantiske julegaver. Men på grund af et optimistisk huskøb er familien hårdt spændt for, og der er udsigt til en sparejul med beskedne gaver. Det ændrer sig, da Mikkel redder julenissen Goddreng, der som tak er nødt til at følge den gamle nissetro og opfylde Mikkels højeste ønske, at kunne købe alt, hvad han ønsker sig.
Nisserne opfylder Mikkels ønske, og snart er han, ved hjælp af sit guldkort, den rigeste i landet. Det ser alligevel ud til, at familien kan beholde huset, og få en god jul. Men Mikkel er ikke den eneste, der drømmer om uendelige rigdomme. To butiksekspedienter ved navn Anders og Thomas opdager Mikkels mystiske kort. De kunne også tænke sig, at være lige så rige som Mikkel, og da de ligeledes redder en nisse fra at dø, ser det sort ud for Mikkel og hans familie, da det nu er Anders og Thomas, der ejer kortet.
Men situationen ændrer sig drastisk, da endnu en nisse bliver reddet, denne gang af Mikkels lillesøster, Marie. Hun redder den halvdøve nisse, Høvlebænk, som kommer til, at høre hendes ønske forkert. I stedet for, at ingen skal have et guldkort, hører han forkert, og tror nu, at hun mener, alle skal have et guldkort. Det sender verden ud en global krise, da alle i hele verden pludselig har et guldkort. Høvlebænk bliver også dødeligt syg, at han er kommet til, at opfylde et forkert ønske. Mikkel og nisserne bliver nødt til at redde verden, høvle og trylle alle guldkortene væk igen, men da der ikke er mere tryllepulver tilbage, må de tage til Nisseland, for at få mere tryllepulver og gøre Høvlebænk rask.
Det ender med, at alle guldkortene forsvinder, og verden bliver normal igen. Høvlebænk bliver rask, Mikkels familie får en hyggelig jul og Mikkel selv får sit inderste ønske opfyldt juleaften: han bliver kærester med klassekammeraten Frederikke.

## Medvirkende
| Navn                     | Rolle                        |
| ------------------------ | ---------------------------- |
| Marco Ilsø               | Mikkel                       |
| Michael Carøe            | Henrik                       |
| Paprika Steen            | Birgitte                     |
| Mette Gregersen          | Louise/Nisseline Honningbrød |
| Carla Fjelsted Rasmussen | Marie                        |
| Erdinc Ajredinovski      | Adam                         |
| Martin Buch              | Nis Goddreng                 |
| Jonas Schmidt            | Gammelbo                     |
| Peder Pedersen           | Høvlebænk                    |
| Robert Hansen            | Thomas                       |
| Jacob Weble              | Anders                       |
| Jan Linnebjerg           | Palle                        |

## Manuskript og instruktion
Den nye julekalender er skrevet af Nikolaj Scherfig og Bo Hr. Hansen, mens Christian E. Christiansen, der instruerede ungdomsfilm-succesen Råzone, står for instruktionen.

## Kontroverser
Julekalenderen skulle have været vist på TV 2 i 2007, men TV 2 valgte at fjerne julekalenderen det år, fordi skuespilleren, der spillede Adam, blev idømt en fængselsstraf for en sexualforbrydelse begået på et diskotekstoilet. TV 2 klippede skuespilleren ud af julekalenderen og fik scenerne genindspillet med Erdinc Ajredinovski. Julekalenderen blev sendt året efter, altså i 2008. Det kostede TV 2 ca. 10 millioner kroner at genindspille de 52 berørte scener.